# Hans Josephsohn

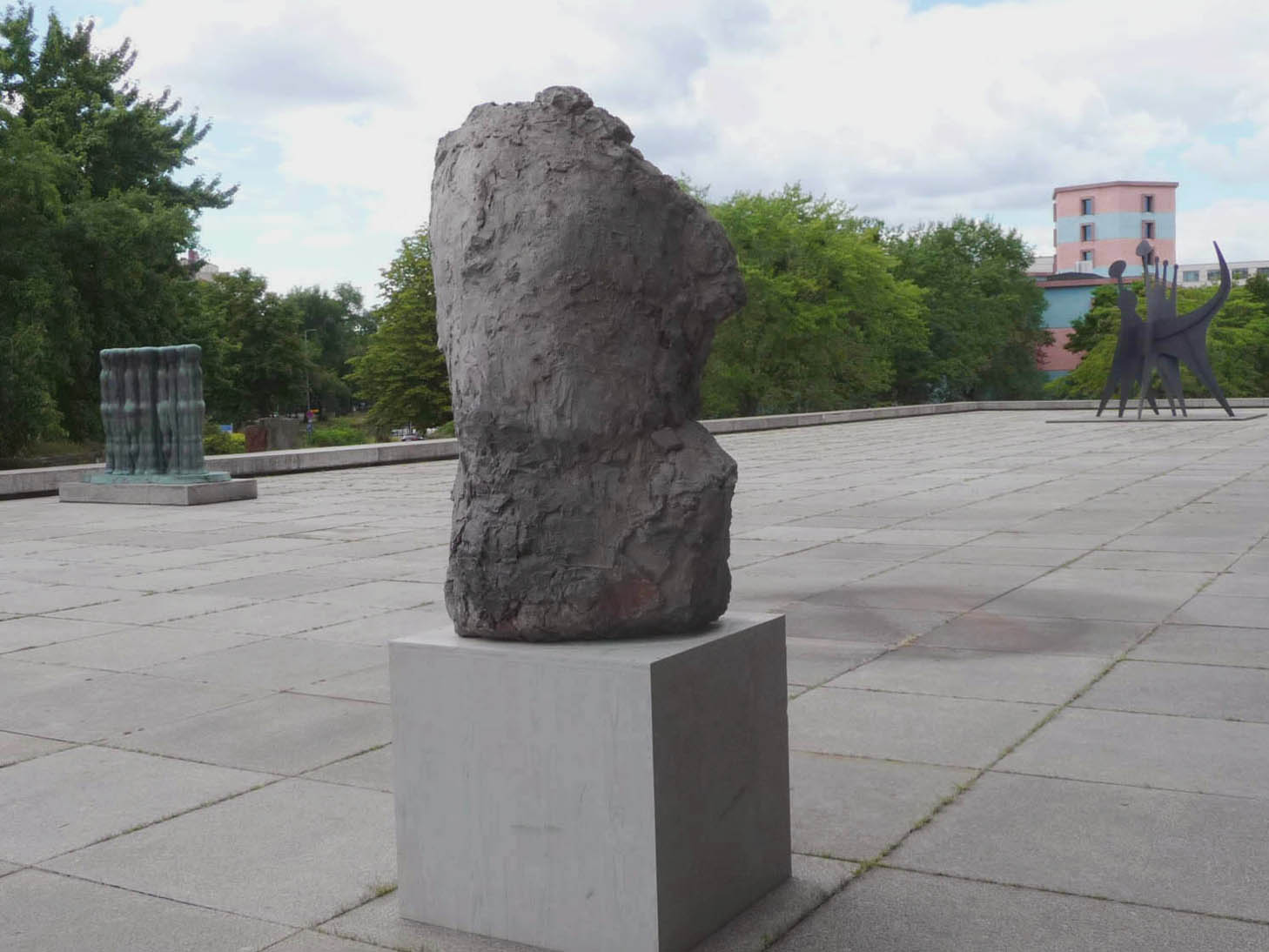
Utan titel, utanför Neue Nationalgalerie i Berlin

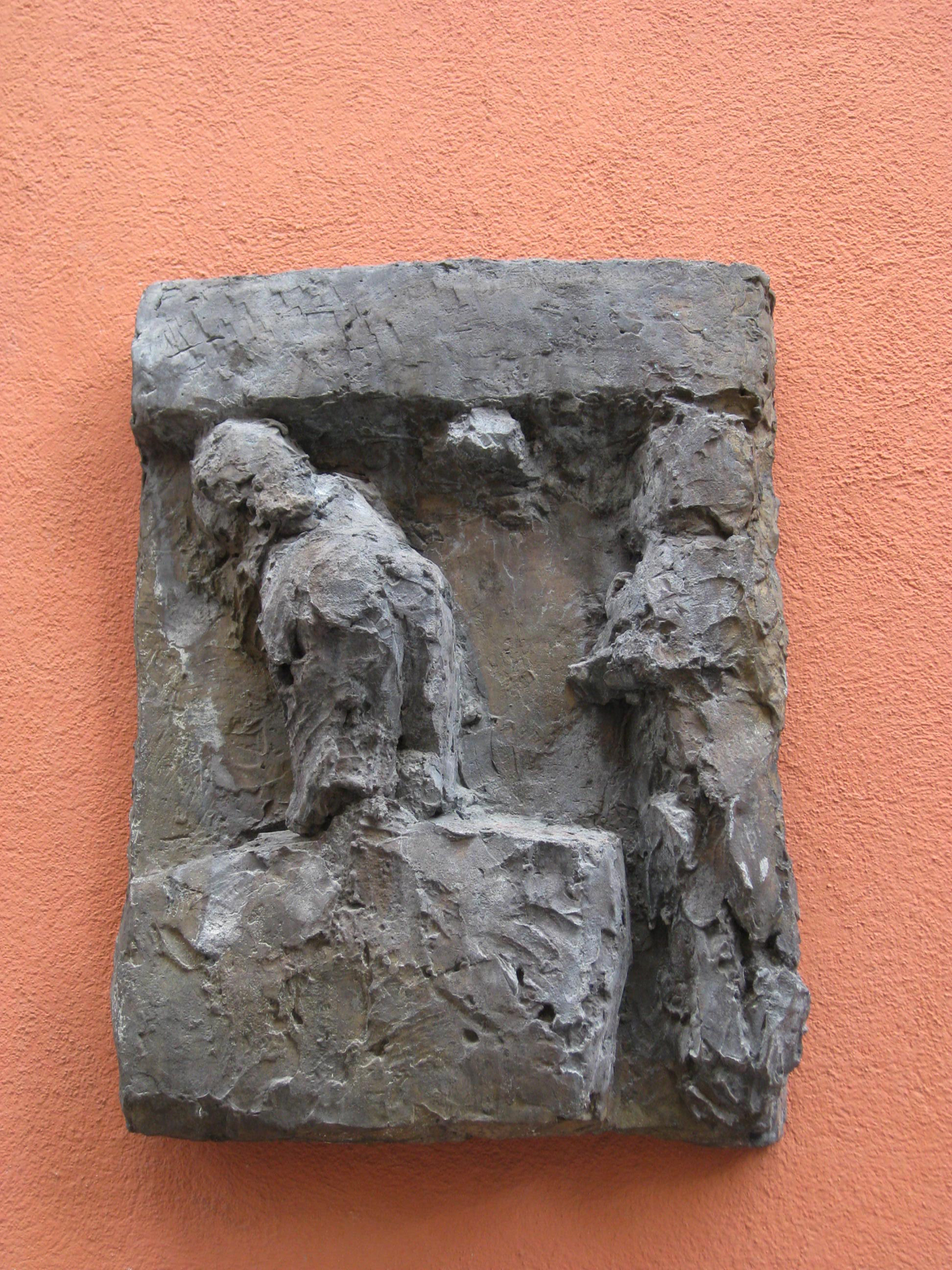
Relief på Churs historiska centrum

Hans Josephsohn, född 20 maj 1920 i Königsberg, död 20 augusti 2012 i Zürich, var en schweizisk skulptör.
Hans Josephsohn flyttade 1937 till Florens för konststudier. Året därpå flydde han till Schweiz. Han och hans bror, som flydde till Kanada, var de enda i familjen som överlevde Förintelsen. Hans Josephson hade skulptören Otto Müller som lärare.
År 2003 fick Josephson Zürichs konstpris.
I Giornico, Val Leventina, i Schweiz finns en mycket speciell utställningsbyggnad för Hans Josephsohns konst, som arkitekten Peter Märkli har ritat.